# نورا تولوس
نورا تولوس (انگلیسی: Noora Tulus؛ زادهٔ ۱۵ اوت ۱۹۹۵) بازیکن هاکی روی یخ اهل فنلاند است.